# Algérie Presse Service
Pour les articles homonymes, voir APS.
Algérie Presse Service, abrégé APS (en arabe : وكالة الأنباء الجزائرية, en tamazight : Tanegga n Yisalan n Dzayer) est l'agence de presse publique algérienne. Elle a été fondée le 1er décembre 1961, dans le sillage de la guerre de libération nationale, pour en être le porte-drapeau sur la scène médiatique mondiale. Elle publie des dépêches en langue arabe, tamazight et française. 

## Histoire

### Guerre d'indépendance
Algérie Presse Service est fondée à Tunis le 1er décembre 1961. Ses premières informations sont réunies dans un bulletin quotidien barré aux couleurs de l'emblème national et reprises par les médias étrangers. Support de la Révolution de novembre 1954, l'APS s'installe juste avant l'indépendance nationale, après le cessez-le-feu, à la Casbah d'Alger, ville d'histoire et haut lieu de la résistance. Elle prépare activement l'après-guerre, le combat de l'édification du pays, la consolidation de la souveraineté nationale, sans oublier son devoir de solidarité avec les luttes pour la libération du Tiers-monde.

### Développement
À l'indépendance, l'APS est logée provisoirement dans un duplex au niveau de l'actuel boulevard Krim Belkacem (Aéro-Habitat). Elle développe sa rédaction, entame l'installation de son réseau sur le territoire national, procède aux premières acquisitions d'équipements techniques et se dote d'un statut lui conférant la mission de service public. Elle entame également la formation de journalistes, techniciens et opérateurs. 
Le 1er avril 1963, l'Agence déménage au boulevard Che Guevara et elle lance la diffusion télégraphique de ses informations et se connecte aux principales agences internationales. Elle étend également son réseau de bureaux régionaux et commence à s'investir dans les représentations à l'étranger. Son service photo, alors en pleine expansion, lui permet de diffuser des images de l'Algérie en construction par « bélino ».

### Établissement public
Le 19 novembre 1985, l'APS devient un établissement public à caractère économique et à vocation socio-culturelle puis transformée en EPIC avec des prérogatives de service public le 20 avril 1991.
En janvier 1993, l'agence s'installe à son nouveau siège à Kouba et s'investit entièrement dans la bataille des nouvelles technologies. Ainsi, le 1er janvier 1994, elle lance son premier système rédactionnel informatisé, et le 25 avril 1995, commence à diffuser automatiquement ses informations.

## Organisation
L'APS comporte  quatre directions régionales en Algérie basées à Blida, Ouargla, Constantine et Oran et a des antennes dans douze capitales à Paris, Bruxelles, Londres, Rome, Madrid, Moscou, Amman, Le Caire, Dakar, Tunis, Rabat et Washington.

## Identité visuelle (logo)

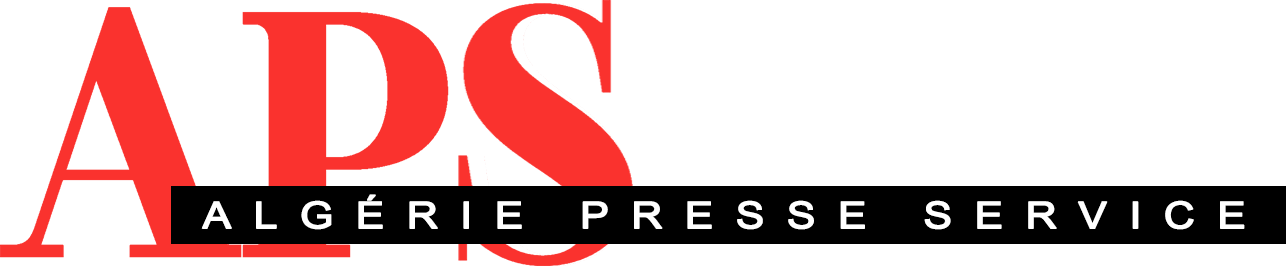
Logo de l’Algérie Presse Service (1961).
Logo de l’Algérie Presse Service (APS).

## APS Online
Le 18 février 1998, l'APS inaugure son site internet après avoir hébergé ses pages, durant plus d'une année, au CERIST (Centre de recherche sur l'information scientifique et technique de Ben Aknoun). Le 5 juillet 1998, l'APS lance ses pages web en langue arabe et son produit APS Online. C'est le point de départ d'une nouvelle étape devant insérer l'APS dans les autoroutes mondiales de l'information et de la communication. En novembre de la même année, l'APS commence la diffusion par satellite, ce qui lui permet d'élargir sa gamme de services. 
Ainsi, ses clients ont la possibilité d'utiliser, à distance et en temps réel, ses banques de données, ses services spécialisés ou à la carte, ses photos numériques et ses produits infographiques. L'APS possède une WebTV et une chaine Youtube, elle envisage à terme de créer sa propre chaîne TV.

## Directeurs
| Identité             | Période          | Période      | Durée                      |
| Identité             | Début            | Fin          | Durée                      |
| -------------------- | ---------------- | ------------ | -------------------------- |
| Nacer Mehal (d)      | 1988             |              |                            |
| Abdelhamid Kacha (d) | 1993             | 1994         | 1 an                       |
| Abdelhamid Kacha (d) | 12 décembre 2010 | 7 août 2019  | 8 ans, 7 mois et 26 jours  |
| Fakhredine Beldi (d) | 7 août 2019      | 28 août 2021 | 2 ans et 21 jours          |
| Samir Gaid (d)       | 28 août 2021     | En cours     | 3 ans, 10 mois et 26 jours |

## Coopération
Le 3 juillet 2023, l'APS signe un accord de coopération avec l'Agence de presse italienne "Agenzia Nova".

## Indépendance éditoriale
Officiellement, l’APS est une agence publique dépendant du ministère de l’Information.
Pour Jeune Afrique, « dans les faits toutefois, l’APS est directement dirigée par la présidence de la République et sa cellule de communication, et rien ne peut être publié sans l’aval de celles-ci. ».

## Polémiques et controverses
En septembre 2020, le Haut-Commissariat des Nations unies aux droits de l'homme dénonce un article diffusé par l'APS qui contient des informations « complètement fabriquées du début à la fin » à son sujet. Cet article est par la suite retiré du site de l'agence, conformément à la demande du Haut-Commissariat.
En décembre 2021, à l'occasion de la parution du rapport de la Banque mondiale sur la situation en Algérie en 2021, l'agence critique violemment le rapport, accusant l'institution de « chercher à déstabiliser l’Algérie ». Elle écrit, sans préciser au nom de qui elle communique, que, « l’Algérie condamne et rejette dans le fond et dans la forme cette immixtion flagrante de la Banque mondiale. Il s’agit d’une vaine tentative de déstabilisation à la soft power d’un pays qui avance mais qui dérange ». Le Premier ministre (et ministre des finances), Aïmene Benabderrahmane, est amené à temporiser, déclarant que « certains médias ont exagéré dans l’analyse de la teneur » du rapport, invitant chacun à « une lecture approfondie du rapport », pour « éviter toute sensibilité entre ces institutions et l’Algérie ». La Banque mondiale publie un communiqué en confirmant les termes du rapport, établi à partir de données officielles.
Fin juillet 2023, la chaîne France 24 est violemment critiquée par l'APS, dans le contexte des incendies qui ont touché 17 régions de l'Algérie. Elle l'accuse de cacher une part de vérité sur les secours apportés et les moyens adoptés, en se focalisant uniquement sur une seule région, qui est la Kabylie ; l'agence continue ses critiques en qualifiant la chaîne de « grossière, vulgaire, honteuse, sans aucun respect pour la mémoire des victimes ». Elle l'accuse également d'avoir « ciblé l’Algérie, comme si les incendies n’ont affecté que l’Algérie » ; l'article s'adresse à la chaîne  en écrivant « messieurs de la chaine poubelle » et dénonce le fait qu'elle recevrait ses « orientations sur l’Algérie d’un des proches de l’Élysée, connu pour ses connections [sic] avérées avec l’organisation terroriste MAK ». La direction de France 24 publie un communiqué qualifiant l'article de l'APS « d'une extrême violence » et précise que « les incendies en Algérie ne sont aucunement couverts plus spécifiquement ». Elle déclare qu'« en tirer des conclusions politiques infondées relève d'analyses totalement déraisonnables et contraires à tout bon sens » et estime que « les propos de l'agence algérienne (sont) diffamatoires et disproportionnés, (que) l'emploi d'adjectifs insultants et injurieux sont ridicules » et que « l'outrance disqualifie les auteurs de ce texte ».

## Attaque informatique
En février 2023, le site internet de l'agence de presse a été la cible d'une cyberattaque. Selon l'APS et divers médias publics algériens, une tentative de piratage aurait été lancée contre le site de l'agence, provenant de plusieurs endroits, dont Israël, le Maroc et certains endroits en Europe.